# Сибирский 42-й стрелковый полк
42-й сибирский стрелковый полк — воинская часть в Российской империи начала XX века.

## История
Сформирован в Томске слиянием 8-го Томского Сибирского пехотного полка и 7-го Красноярского Сибирского пехотного полка.
При формировании полк унаследовал Георгиевское знамя 8-го полка, полученное за отличие в русско-японской войне.
Состоял из 4-х батальонов по 4 роты, обоза, пулемётной, связной, разведывательной, музыкальной команд. По штату — 78 офицеров. Штаты военного времени 4245 человек.
Располагался в Красных казармах (ныне — территория ПО «Ролтом»). Участвовал в Первой мировой войне.
После заключения Брестского мира возвратился в Томск и был расформирован.

## Боевые кампании полка
Первая мировая война 1914—1918. В боях с сентября 1914 года, участвовал в деблокаде крепости Осовец, в сражении под Праснышем, на реке Нарев, в боевых действиях на Западном, Юго-Западном, Румынском фронтах.

## Командиры полка
- 04.07.1910–18.10.1911 — полковник Пепеляев, Николай Михайлович
- 23.02.1913–10.02.1915 — полковник Щуцкой, Борис Иосифович
- 1915 — подполковник Проков
- 19.02.1915–18.02.1916 — полковник Степаненко, Пётр Максимович
- 24.02.1916–после 01.08.1916 — полковник Зощенко, Александр Петрович